# سوسک برگی پلنگی
سوسک برگی پلنگی (نام علمی: Zygogramma conjuncta) نام یک گونه از تیره سوسک برگ است. این‌گونه با بدنی کوچک با پیش‌سینه قهوه‌ای رنگ و بال‌پوش‌های زرد و با نقطه‌های قهوه‌ای رنگ مشخص می‌گردد.
```
سوسک برگی پلنگی بومی آمریکای شمالی می‌باشد.
```